# Masne kiseline
U kemiji, posebice biokemiji, masne kiseline su karboksilne kiseline, često s dugim nerazgranatim tijelom (lancem), a mogu biti zasićene ili nezasićene. Velika većina prirodnih masnih kiselina ima parni broj ugljikovih atoma zato što se u biosintezu uključuje acetil-koenzim A koji pridonosi sa skupinom od dva atoma ugljika. 
Masne kiseline su alifatske ravnolančaste monokarboksilne kiseline (s jednom karboksilnom skupinom). Najjednostavnije zasićene masne kiseline su mravlja kiselina, HCOOH i octena, CH3COOH. Najjednostavnija nezasićena masna kiselina je akrilna, H2C=CHCOOH. Ako imaju do osam ugljikovih atoma, pri normalnim atmosferskim uvjetima su tekućine, dok ostale masne kiseline su krutine.
Industrijskim, masne se kiseline proizvode hidrolizom estera koji se povezuju s mastima ili biološkim uljima (oboje su, zapravo, trigliceridi) uklanjanjem alkohola glicerola.
Masne kiseline pripadaju skupini uljnih kemikalija.

## Svojstva
Fizikalna svojstva masnih kiselina ovise o duljini lanca, stupnju nezasićenosti i razgranatosti lanca. Kiseline s kratkim lancem su tekućine oštrog mirisa topive u vodi. Porastom duljine lanca talište im raste, a topivost u vodi opada. Nezasićene masne kiseline i one s razgranatim lancem imaju niže talište.
Kompleksnije kiseline su masne na opip i u krutom agregatnom stanju.

## Vrste masnih kiselina

### Zasićene masne kiseline
Zasićene masne kiseline  se nazivaju tako jer ne sadrže dvostruke (kovalentne) veze ili druge funkcionalne skupine u molekularnom lancu. Sam pojam "zasićen" se odnosi na vodik koji se u maksimalnom mogućem broju veže na ugljikove atome u lancu (osim kod karboksilne skupine -COOH). Drugim riječima, zato što je ugljik 4-valentan, na svaki atom ugljika vežu se druga dva atoma ugljika i po dva atoma vodika, osim na drugom kraju lanca masne kiseline gdje je karboksilna skupina -COOH (a taj se kraj lanca naziva omega - ω) i gdje se vežu tri atoma vodika (CH3-).
Zasićene masne kiseline tvore ravne lance atoma i kao rezultat toga mogu se zgusnuto skladištiti u organizmu, dopuštajući veću količinu energije po jedinici volumena. Masno tkivo čovjeka i životinja sadrži velike količine dugolančanih zasićenih masnih kiselina. 
Skraćeni opisni naziv masnih kiselina sadrži samo broj atoma ugljika i broj dvostrukih veza u njima (npr. C18:0 ili 18:0 - stearinska kiselina - sadrži 18 atoma ugljika i 0 dvostrukih veza između atoma ugljika, dok C18:1 - oleinska kiselina - sadrži osim 18 atoma ugljika i jednu dvostruku vezu i zato je ona nezasićena masna kiselina).
Najčešće zasićene masne kiseline u prirodi su:
- Maslačna kiselina (butanska): CH3(CH2)2COOH ili C4:0
- Kapronska kiselina (heksanska): CH3(CH2)4COOH ili C6:0
- Kaprilna kiselina (oktanska): CH3(CH2)6COOH ili C8:0
- Kaprinska kiselina (dekadska): CH3(CH2)8COOH ili C10:0
- Laurinska kiselina (dodekadska): CH3(CH2)10COOH ili C12:0
- Miristinska kiselina (tetradekadska): CH3(CH2)12COOH ili C14:0
- Palmitinska kiselina (heksadekadska): CH3(CH2)14COOH ili C16:0
- Stearinska kiselina (oktadekadska): CH3(CH2)16COOH ili C18:0
- Arahidska kiselina (eikosanoidna): CH3(CH2)18COOH ili C20:0
- Behenijska kiselina (dokosanoidna): CH3(CH2)20COOH ili C22:0

### Nezasićene masne kiseline
Nezasićene masne kiseline  su kiseline oblika sličnog zasićenim, osim što kod njih postoji jedna ili više alkenskih funkcijskih skupina unutar lanca gdje svaki alken zamjenjuje jednostruku ugljikovu vezu " -CH2-CH2-" u dijelu lanca s dvostrukom vezom "-CH=CH-" (a to znači da je jedan atom ugljika dvostruko povezan s drugim atomom). 
Takve dvostruke veze mogu biti formirane u cis ili trans konfiguraciji.
cisCis konfiguracija znači da su dva atoma vodika na istoj strani dvostruke veze. Krutost dvostruke veze zadržava svoje oblikovanje, a u "cis" formi izomera uzrokuje da se lanac presavija i ograničava oblikovnu slobodu masne kiseline. Što je više dvostrukih veza u cis obliku, to je manja savitljivost lanca. Kada lanac ima mnogo cis veza, postaje izrazito zakrivljen u svim mogućim oblicima. Na primjer, oleinska kiselina, koja ima jednu dvostruku vezu, ima manji pregib u lancu od linolne kiseline s dvije dvostruke veze. Linolenska kiselina, koja ima tri dvostruke veze, posve je zavinuta u obliku kuke. Učinak svega ovoga je da u ograničenom okružju, kao kada su, primjerice, masne kiseline dio fosfolipida u lipidnoj dvostrukoj ovojnici ili triglicerida u kapljici lipida, "cis" veza ograničava sposobnost masne kiseline da se uskladišti u manjem prostoru te na taj način utječe na točku vrelišta membrane ili masnoće.
transTrans konfiguracija, suprotno od gore spomenutog, znači da su dva susjedna atoma vodika vezana na suprotnim stranama dvostruke veze. Rezultat toga je da ne oblikuju lanac koji je ispresavijan te je oblik sličan ravnom lancu kao što je u zasićenim masnim kiselinama.
U prirodi se nezasićene masne kiseline pojavljuju samo u "cis" formi. "Trans" oblik nastaje isključivo utjecajem čovjeka i prerade masnoća (npr. hidrogenacijom). Kemijski procesi (osim tiješnjenja) mijenjaju prirodnu "cis" strukturu masnih kiselina u "trans" strukturu koja je neprirodna i ljudski organizam je ne može preraditi.
Te razlike u geometriji između "cis" i "trans" oblika nezasićenih masnih kiselina, te između zasićenih i nezasićenih masnih kiselina igraju vrlo značajnu ulogu u biološkim procesima (kao što su u ljudskom tijelu) i u izgradnji bioloških struktura (u izgradnji stanične membrane).
Dok kod zasićenih masnih kiselina ne postoje dvostruke veze, položaj dvostruke veze kod nezasićenih masnih kiselina bitan je za svojstva istih. Zbog toga govorimo o početku i kraju lanca tih kiselina. Početak je mjesto gdje se nalazi karboksilna skupina -COOH, dok je kraj mjesto na lancu gdje se nalaze tri atoma vodika vezana na atom ugljika (CH3-). Kraj se naziva omega (ω), a prema mjestu prve dvostruke veze od tog kraja govorimo o omega-3, omega-6, odnosno omega-9 masnim kiselinama.

#### Primjeri nezasićenih masnih kiselina
| Miristoleinska kiselina     | CH3(CH2)3CH=CH(CH2)7COOH                         | C14:1 | C14H26O2 | omega-5 |
| Palmitoleinska kiselina     | CH3(CH2)5CH=CH(CH2)7COOH                         | C16:1 | C16H30O2 | omega-7 |
| Oleinska kiselina           | CH3(CH2)7CH=CH(CH2)7COOH or cis-Δ9               | C18:1 | C18H34O2 | omega-9 |
| Linolna kiselina            | CH3(CH2)4CH=CHCH2CH=CH(CH2)7COOH                 | C18:2 | C18H32O2 | omega-6 |
| Linolenska kiselina         | CH3CH2CH=CHCH2CH=CHCH2CH=CH(CH2)7COOH            | C18:3 | C18H30O2 | omega-3 |
| Stearidonska kiselina       | CH3CH2CH=CHCH2CH=CHCH2CH=CHCH2CH=CH(CH2)4COOH    | C18:4 | C18H28O2 | omega-3 |
| Arahidonska kiselina        | CH3(CH2)4CH=CHCH2CH=CHCH2CH=CHCH2CH=CH(CH2)3COOH | C20:4 | C20H32O2 | omega 6 |
| Eikosapentaenoična kiselina |                                                  | C20:5 | C20H30O2 | omega-3 |
| Dokosaheksaenoična kiselina |                                                  | C22:6 | C22H32O2 | omega-3 |
| Eručna kiselina             | CH3(CH2)7CH=CH(CH2)11COOH                        | C22:1 | C22H42O2 | omega-9 |

Dakle, linolenska, eikosapentaenoična i dokosaheksaenoična kiselina su omega-3 masne kiseline; linolna i arahidonska su omega-6; a oleinska i eručna kiselina su omega-9 masne kiseline.
Razlika između zasićenih i nezasićenih kiselina, gledajući isti broj atoma ugljika, je u dvostrukim vezama te sukladno tomu u manjem broju atoma vodika za dva (npr. stearinska C18H36O2 za razliku od oleinske C18H34O2).

### Esencijalne masne kiseline
Ljudsko tijelo može sintetizirati sve masne kiseline koje treba za rast i život osim triju, a to su arahidonska, linolna i linolenska kiselina. Nazivamo ih esencijalnim jer su vrlo važne za naš organizam i moramo ih unositi hranom u organizam. Na svu sreću, one su široko rasprostranjene u hrani i biljnog i životinjskog podrijetla (u uljnom obliku). U našem organizmu one pomažu pravilnom radu stanica i organa, a od njih se stvaraju spojevi slični hormonima koji upravljaju širokim spektrom životnih funkcija, kao što su krvni tlak, zgrušavanje krvi, razina lipida u krvi (masnoća), imunološko stanje te upalni odgovor na prijetnju infekcije.
Esencijalne masne kiseline (engleski: kratica EFA) su višestruko nezasićene masne kiseline i od njih se u organizmu stvaraju nizovi omega-6 i omega-3 masnih kiselina. Ljudski organizam može jednostavno proizvesti zasićene masne kiseline ili jednostruko nezasićene masne kiseline s dvostrukom vezom na devetom atomu ugljika brojeći od kraja molekularnog lanca (omega-9 kiseline), ali ne može stvoriti dvostruku vezu na šestom ili trećem atomu ugljika zbog nepostojanja enzima koji bi tome pripomogao.
Esencijalne masne kiseline reguliraju krvni tlak i poboljšavaju imunološki sustav jer se pomoću njih stvaraju spojevi kao što su prostaglandini. I u mozgu se nalaze povećane količina izvedenica linolne i linolenske kiseline. Neravnoteža ili pomanjkanje omega-3 kiselina u odnosu na količinu omega-6 (danas se pretpostavlja da je ispravan odnos tih dviju kiselina 1 : 2) je krivac za mnoge bolesti kao što su: depresija i poremećaj ponašanja (uključujući nasilje), dijabetes 2. tipa (staračka šećerna bolest), artritis i rak.

### Trans-masne kiseline
Trans-masne kiseline su nezasićene masne kiseline koje sadrže trans-dvostruku vezu između atoma ugljika koja tvori lanac molekule manje svinut u odnosu na masne kiseline s cis dvostrukom vezom. Takva 'trans' svojstva se pojavljuju industrijskom preradom, postupkom koji se naziva hidrogenacija biljnih ulja.
Istraživanja pokazuju da te trans-masne kiseline u nedostatku esencijalnih masnih kiselina zauzmu njihovo mjesto u vitalnim procesima i uzrokuju cirkulacijske bolesti kao što su arterioskleroza i bolest srčanog mišića.

### Slobodne masne kiseline
Masne kiseline mogu biti povezane ili pridružene drugim molekulama kao što su trigliceridi ili fosfolipidi. Ako nisu povezane, nazivamo ih  slobodnim masnim kiselinama.
Slobodne masne kiseline nastaju kidanjem triglicerida na početne komponente, a to su masne kiseline i glicerol.
Slobodne masne kiseline su važan izvor energije za mnoga tkiva jer mogu dostaviti relativno velike količine ATP-a. Gorivo za stanice može biti glukoza ili masne kiseline. Veći broj tipova stanica daju prednost masnim kiselinama (stanice srca, mišića). S druge strane, mozak ne može koristiti kiseline, već koristi glukozu ili ketonska tijela (ketonska tijela se stvaraju u jetri kroz metabolizam masnih kiselina za vrijeme gladovanja ili za vrijeme niskog unosa ugljikohidrata).

## Masne kiseline u prehrambenim masnoćama
Sljedeća tablica prikazuje udio masnih kiselina i kolesterola u svakodnevnim prehrambenim masnoćama.
|                                 | zasićene | jednostruko nezasićene | višestruko nezasićene | kolesterol | Vitamin E |
| ------------------------------- | -------- | ---------------------- | --------------------- | ---------- | --------- |
|                                 | g/100g   | g/100g                 | g/100g                | mg/100g    | mg/100g   |
| Masnoće životinjskog podrijetla |          |                        |                       |            |           |
| Svinjska mast                   | 40,8     | 43,8                   | 9,6                   | 93         | 0,00      |
| Maslac                          | 54,0     | 19,8                   | 2,6                   | 230        | 2,00      |
| Biljne masnoće                  |          |                        |                       |            |           |
| Kokosovo ulje                   | 85,2     | 6,6                    | 1,7                   | 0          | 0,66      |
| Palmino ulje                    | 45,3     | 41,6                   | 8,3                   | 0          | 33,12     |
| Ulje pamučnog sjemenja          | 25,5     | 21,3                   | 48,1                  | 0          | 42,77     |
| Ulje pšeničnih klica            | 18,8     | 15,9                   | 60,7                  | 0          | 136,65    |
| Sojino ulje                     | 14,5     | 23,2                   | 56,5                  | 0          | 16,29     |
| Maslinovo ulje                  | 14,0     | 69,7                   | 11,2                  | 0          | 5,10      |
| Kukuruzno ulje                  | 12,7     | 24,7                   | 57,8                  | 0          | 17,24     |
| Suncokretovo ulje               | 11,9     | 20,2                   | 63,0                  | 0          | 49,00     |
| Šafranovo ulje                  | 10,2     | 12,6                   | 72,1                  | 0          | 40,68     |
| Repičino ulje                   | 5,3      | 64,3                   | 24,8                  | 0          | 22,21     |

## Kiselost
Kratkolančane karboksilne kiseline kao što su mravlja i octena kiselina mogu se miješati s vodom i disocirati kako bi tvorile vrlo jake kiseline. Ali, kako se kompleksnost kiseline povećava, a lanac molekule kiseline produljuje, tako se ubrzano smanjuje topivost kiselina.
I one masne kiseline koje nisu topive u vodi topive su u toplom etanolu i mogu se titrirati ili neutralizirati otopinom natrijeve ili kalijeve lužine, uz fenolftaleina kao indikator. Promjena boje indikatora ukazuje na točku neutralizacije slobodnih masnih kiselina. Ovu analizu rabimo kako bi se odredio udio slobodnih masnih kiselina u masnoći, tj. udio hidroliziranih triglicerida i obično se izražava kao "ukupna kiselost" u mgKOH/g.

## Međudjelovanje masnih kiselina
Masne kiseline reagiraju kao i svaka druga karboksilna kiselina (esterifikacija i reakcija kisele baze). Redukcijom masnih kiselina dobivaju se masni alkoholi.
Nezasićene masne kiseline mogu biti izložene hidrogenaciji kako bi se biljna ulja pretvorila u margarine (i na taj način produljio vijek trajanja prehrambene namirnice). Djelomičnom hidrogenacijom nezasićene masne kiseline prelaze iz cis stanja u trans oblik.

### Oksidacija i užeglost
Masne kiseline se već na sobnoj temperaturi mijenjaju oksidacijom. Molekula masne kiseline se dijeli na ugljikovodike, ketone, aldehide te u manjoj mjeri na epokside i alkohole. Teški metali i u malim količinama ubrzavaju oksidaciju (stupanj zagađenja). Masnoće i ulja se zbog toga često tretiraju kelatima kao što je limunska kiselina.